# マルセロ・ドス・サントス
マルセリーニョ・パライーバ（Marcelinho Paraíba）ことマルセロ・ドス・サントス（Marcelo dos Santos、1975年5月17日 - ）は、ブラジル・パライバ州カンピナグランデ出身の元同国代表サッカー選手、サッカー指導者。現役時代のポジションは攻撃的ミッドフィールダー。

## 代表歴
- 2001年 ブラジル代表
  - 2001年8月9日 - A代表初出場：パナマ代表戦

## タイトル

### クラブ
カンピネンセ
- カンピオナート・パライバーノ：1991、1993

サンパウロ
- カンピオナート・パウリスタ：1998、2000

グレミオ
- カンピオナート・ガウショ：2001
- コパ・ド・ブラジル：2001

ヘルタ・ベルリン
- DFLリーガポカール：2001、2002

ボア
- タッサ・ミナスジェライス（ポルトガル語版）：2012